# Julius Röntgen
Pour les articles homonymes, voir Roentgen.
Julius Engelbert Röntgen (né le 9 mai 1855 à Leipzig – mort le 13 septembre 1932 à Utrecht) est un pianiste et compositeur germano-néerlandais, époux de la compositrice Amanda Röntgen-Maier. Julius Röntgen est un cousin éloigné du physicien Wilhelm Röntgen.

## Biographie

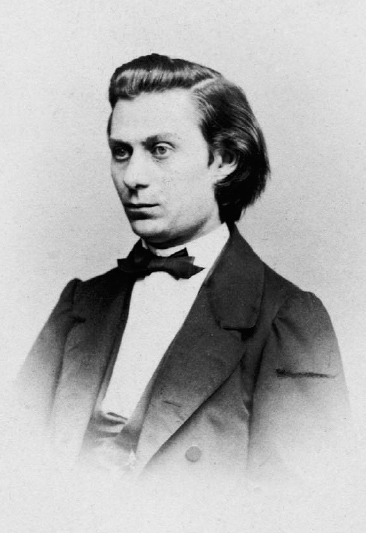
Engelbert Röntgen, le père de Julius Röntgen

### Une famille de musiciens
Julius Röntgen naît dans une famille de musiciens professionnels. Son père, Engelbert Röntgen (de) (1829–1897), originaire de Deventer aux Pays-Bas, avait quitté son village à cause des troubles de 1848. Il part pour Leipzig pour suivre les cours de Ferdinand David, dédicataire du Concerto pour violon en mi, de Mendelssohn. D'abord second violon dans l’orchestre du Gewandhaus de Leipzig depuis 1850, à la mort de David en 1873, il le remplace au poste de premier violon. Sa mère, Pauline Röntgen (1831–1888), pianiste, est la fille de Moritz Klengel (de), qui joue lui aussi dans l'orchestre de Leipzig – pendant 54 ans – et la tante du violoncelliste Julius Klengel, né à Leipzig en 1859.

### Formation
Julius Röntgen et ses sœurs ne fréquentent pas l’école et sont éduqués par leurs parents, leurs grands-parents et des tuteurs privés. Il reçoit ses premières leçons de sa mère, de son grand-père Moritz et de son oncle Julius Klengel, philosophe, violoniste et responsable de la Bach Gesellschaft. Entre 1862 et 1865, il prend des cours d'harmonie, contrepoint et composition avec Moritz Hauptmann, Cantor de l'église Saint-Thomas.  
Ses premières œuvres, pour violon ou violon et piano – dont la première est datée de 1864 – sont notées soigneusement dans un cahier avec l’incipit de chaque pièce. Son premier professeur d'instrumentation est Carl Reinecke, alors chef de l’orchestre du Gewandhaus de Leipzig. Reinecke a eu pour élèves Grieg, Albéniz, Janáček et Arthur Sullivan. Sous sa direction Röntgen entreprend la composition d'œuvres plus vastes pour orchestre. Elles sont influencées par Reinecke, mais aussi par Robert Schumann, Johannes Brahms et Franz Liszt. Enfant prodige, il se produit sur scène avec ses propres œuvres à Düsseldorf, Hambourg, Leipzig. 
En 1870, à l’âge de 14 ans, accompagné de sa mère, Julius Röntgen visite Franz Liszt à Weimar et joue devant lui deux de ses propres œuvres pour piano, un prélude et un prélude et fugue. Après l'avoir écouté, Liszt improvise sur le thème de la fugue. Julius est invité à une soirée au domicile de Liszt.

### Amitié avec Brahms et mariage
À Leipzig, lui et ses parents font partie du cercle musical autour de Heinrich von Herzogenberg. C’est chez lui qu’ils font la connaissance de Johannes Brahms. Pendant l'été 1872, Röntgen étudie le piano avec Franz Lachner, dans sa jeunesse, un ami de Franz Schubert. De cette époque date la composition de la première symphonie.
En 1873, il publie son premier opus chez Breitkopf.
Au printemps 1874, il rencontre Brahms pour la première fois et durant une tournée dans le sud de l’Allemagne, il devient ami du baryton Jules Stockhausen. 
À la même époque, il rencontre une étudiante suédoise, Amanda Maier (1854–1894), venue régulièrement étudier le violon avec le père de Julius et la composition depuis 1875. En 1876 elle interprète son concerto pour violon avec l'orchestre leipzigois. Il l'épousera le 28 juillet 1880 à Landskrona en Suède. Ils auront deux fils excellents musiciens, Engelbert Röntgen jr (nl) (1886-1958) premier violoncelle solo du Metropolitan Opera à New York et compositeur, et Julius Röntgen jr (nl) (1881-1951) violoniste.
En 1875, Julius Roentgen s’attelle à la composition de sa deuxième symphonie. Au printemps, il montre les brouillons à Franz Lachner et révise le mouvement lent. Le 4 janvier 1877 il effectue même des répétitions avec l'orchestre du Gewandhaus, mais l'œuvre n'est pas présentée au public.

### Amsterdam
En 1877, pressé par les nécessités économiques, Röntgen doit choisir entre aller à Vienne ou Amsterdam. Il opte finalement pour Amsterdam, au poste de professeur de piano dans l’école de musique de la ville à tout juste 22 ans. Le professeur de théologie Abraham Dirk Loman (1823–1897) de l’université d'Amsterdam, qui est l’ami de son père, prend le jeune Julius sous son aile et l'introduit dans les milieux musicaux de la capitale. Ce qui lui permet de donner des cours particuliers et de rencontrer le chef d'orchestre Willem Kes.
À l'automne 1878, lui est confié le soin de l'organisation des concerts de musique de chambre. Outre la charge, il participe activement: au piano dans tel quintette, à l'alto pour telle autre œuvre, accompagnant un chanteur avant l'entracte.

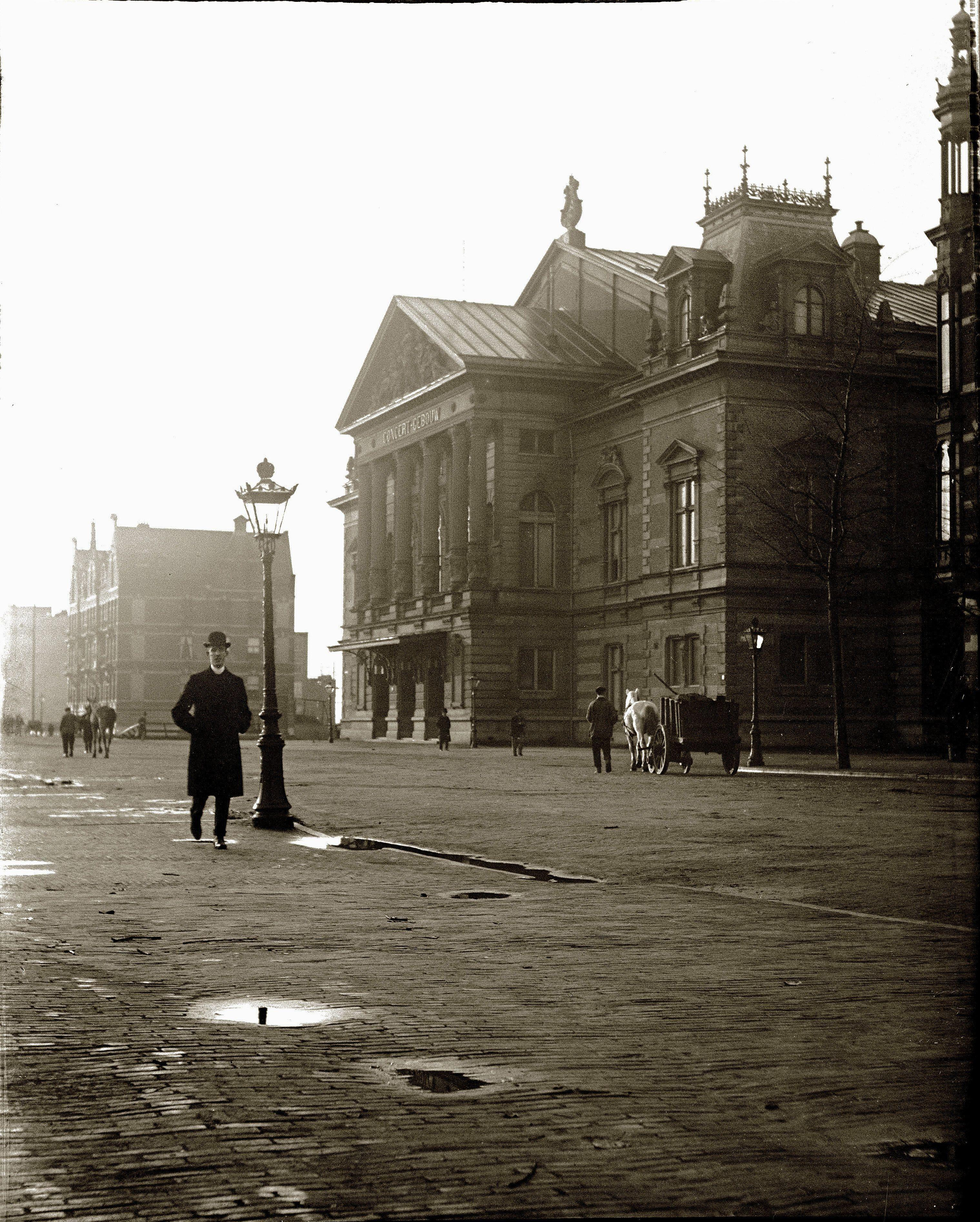
Le bâtiment du Concertgebouw, inauguré en 1888, ici en 1902

Entre 1878 et 1885, Brahms se rendait régulièrement à Amsterdam. En 1887, Brahms y présente sa troisième symphonie, et Röntgen joue le 2e concerto pour piano que dirige Brahms. En 1883, avec les compositeurs Frans Coenen (nl), Daniel de Lange (nl) et le chanteur Johannes Messchaert (1857–1922), il s'implique dans la fondation du conservatoire d’Amsterdam. L'année suivante, il participe à la création de l'Orchestre du Concertgebouw. Il se présente pour le poste de directeur du Concertgebouw mais, à sa grande déception, Hans Guido von Bülow lui est préféré. Cependant, celui-ci ne peut assumer la tâche et Willem Kes est nommé chef principal.
Röntgen se consacre avec davantage d’énergie à la composition de musique de chambre et à son travail pour le conservatoire (dont il assume la direction de 1912 à 1924).
Outre son talent de soliste, il devient un accompagnateur renommé des meilleurs musiciens de l'époque: il forme un duo régulier avec le violoniste Carl Flesch, un autre avec le violoncelliste Pablo Casals, et est l’accompagnateur attitré du baryton Johannes Messchaert. En voyageant avec Messchaert, il se rend à Vienne au moins une fois par an, où à chaque fois il retrouve Brahms. Avec Messchaert, il interprète (de 1888 à 1916) les cycles de Lieder de Schubert (Die schöne Müllerin, Die Winterreise) et Schumann (Liederkreise et Dichterliebe). Au tournant du siècle ils ajoutent à leurs programmes des Lieder de Strauss, Wagner, Hugo Wolf et Oscar C. Posa. Son répertoire de soliste et chambriste est énorme mais parmi ses œuvres les plus souvent jouées, on citera de Beethoven: Concerto pour piano no 4, Sonate opus 81a et Sonate opus 11; de Schumann, les Études Symphoniques opus 13; et de Brahms, le deuxième Concerto.

### Amitié avec Grieg et liens avec la Scandinavie
Julius Röntgen a depuis son mariage avec Amanda Maier, de nationalité suédoise, un profonde affinité avec la Scandinavie. Il y retournera régulièrement.  
Après une première rencontre en 1884, il se lie étroitement avec Edvard Grieg, chacun visitant l'autre pour les vacances. Ils font des excursions ensemble. Leur amitié est fondée sur une communauté de préférences esthétiques, un goût pour la nature et la musique populaire des villages. Ils entretiennent une large correspondance, riche de propos sur chacune de leurs œuvres. En 1930, Röntgen écrit une biographie du musicien norvégien. Röntgen utilise parfois dans ses compositions des thèmes de mélodies norvégiennes, notamment dans sa Suite de Jotunheim (1892) pour orchestre, dédiée à Edvard et Nina Grieg pour leur vingt-cinquième anniversaire de mariage. 
En été, Röntgen et sa famille se rendent chaque année quelques semaines au Danemark, au manoir de Fuglsang, sur l’ile de Lolland qu'habitent ses amis Viggo et Bodil de Neergaard, née Hartmann. De nombreux musiciens, tels que Carl Nielsen ou Edvard Grieg, sont invités et des soirées musicales quotidiennes organisées. Röntgen et ses six fils musiciens sont les chevilles ouvrières de ces concerts. Tout le grand répertoire de musique de chambre, de chant et de piano est joué, sans exception, mais aussi de très nombreuses œuvres contemporaines. La proximité notamment avec Carl Nielsen se ressent fortement dans l'œuvre de Röntgen désormais, au point qu'on pourrait presque parler d'une sorte d'«école de Fuglsang». Aussi sa productivité avec les années va croissante et - sans jamais totalement quitter le modèle Brahmsien - peut faire penser à un Haydn dans sa variété et sa joie de vivre.
Les enfants parlent tous danois couramment, tant la famille Röntgen se sent proche du Danemark. 

### Décès d'Amanda Röntgen et remariage
Après la mort en 1894 de son épouse Amanda, malade depuis 1880, Röntgen cesse de composer quelque temps, puis en 1897, épouse la pianiste Abrahamina des Amorie van der Hoeven (1870–1940), une de ses élèves particulières. Les enfants du deuxième mariage seront également musiciens professionnels: Johannes Röntgen (nl) (1898–1969) est pianiste, chef d'orchestre et compositeur; Edvard Frants Röntgen (nl) (1902–1969) est violoncelliste et Frants Edvard Röntgen (nl) flûtiste; Joachim Röntgen (nl) (1906–1989), violoniste sera longtemps partenaire en duo de Clara Haskil. En 1941, il fonde le Quatuor à cordes Röntgen. Pendant quelques années, Röntgen et ses fils aînés se produisent en trio.

### Nouvelles découvertes
À partir de 1890, Julius Röntgen étudie avec intérêt les œuvres russes de César Cui, Alexandre Borodine et découvre César Franck, qui lui inspirent de nouvelles œuvres. Au tournant du siècle ce seront les œuvres de Claude Debussy, Max Reger et Richard Strauss.
En mai 1909, à Francfort, il effectue des enregistrements sur piano mécanique (pianola rolls) d'œuvres classiques.
En 1910, il compose sa troisième Symphonie. Elle est créée à Utrecht, non loin d'Amsterdam le 11 janvier 1911 en présence de Percy Grainger, qu'il avait rencontré chez Grieg en 1907. Jusqu'en 1917, elle fut l'œuvre la plus jouée du compositeur, notamment au Concertgebouw.
Après la Première Guerre mondiale, Röntgen est naturalisé néerlandais (1919). Un de ses fils est prisonnier des Allemands, un autre émigre aux États-Unis où il devient soldat de l’armée américaine. Röntgen, pendant plusieurs années, n’est pas autorisé à visiter son pays natal.

### Retraite
Röntgen quitte ses fonctions de directeur du Conservatoire d’Amsterdam et se retire de la vie publique en 1924. Il s'établit à Bilthoven, un petit village situé près d’Utrecht l'année suivante. Son fils Frants, flûtiste, qui avait suivi une carrière d’architecte, fait construire pour lui la maison de campagne Gaudeamus (nom repris de l'ouverture académique de Brahms). Sa salle de musique, circulaire, était conçue de telle sorte que le plancher ne touchait pas le sol. Durant les huit dernières années de sa vie, Röntgen écrit environ 150 compositions, principalement de la musique de chambre et des mélodies interprétées par les hôtes de passage, mais aussi 18 symphonies dont une seule fut jouée. Le style de ses œuvres, pendant de nombreuses années proche de Brahms et Grieg, se rapproche sans doute désormais plus souvent de celui de Carl Nielsen, qui est un bon ami et aussi un visiteur régulier de Fuglsang. Les œuvres sont naturelles, fines et souvent joyeuses. 
Parmi les visiteurs fameux qu’il reçoit dans sa maison de campagne figurent Pablo Casals, Harold Bauer, Frederic Lamond et Percy Grainger. À cette époque, il enseigne l’analyse musicale pendant les mois d'hiver et s’intéresse à la nouvelle génération de compositeurs: Hindemith, Stravinsky, Schönberg ainsi qu'à la musique de son pays, notamment à celle du Néerlandais Willem Pijper.
En 1927, il rend visite à son fils Engelbert à New York. Il découvre la Rhapsody in Blue de Gershwin et rapporte la partition pour ses cours d'analyse.
En 1930, il est fait docteur honoris causa de l’université d'Édimbourg, où son ami, le musicologue Donald Tovey est professeur. L'orchestre de l'Université joue deux nouveaux concertos de piano de Röntgen, que Julius interprète lui-même en tant que soliste.
Dans ses dernières années, Röntgen s’essaie même à la musique atonale. Il compose ainsi une symphonie bitonale en 1930. Parfois il se produit au Théâtre Tuschinski comme pianiste accompagnateur, où il joue des pièces folkloriques écrites avec Dirk van der Ven. 
Il meurt à Utrecht en 1932. Sa dernière œuvre, un quintette pour piano sous-titré Sentendo nuova forza («Sentant une force nouvelle», titre repris de l'Andante du quatuor Opus 132 de Beethoven), est daté du 5 juillet de cette année.
Après la Seconde Guerre mondiale, la maison Gaudeamaus devient le siège de la Gaudeamus Society, dont le but est de promouvoir la musique néerlandaise contemporaine.

## Œuvres
Le catalogue Julius Röntgen compte près de 650 œuvres, abordant tous les genres, de la sonate à l'opéra. Parmi celles-ci, 25 symphonies, sept concertos pour piano, trois pour violon, de la musique de chambre, des pièces et sonates pour piano.

### Opéra
- Agnete, Dramatische Legende de Gonne van Uildriks (nl) (1913)

### Symphonies
- no 1 en sol majeur (1872)
- no 2 en fa mineur / la majeur (1874/75)
- no 3 en do mineur (1910)
- no 4, Symphonietta humoristica (1922)
- no 5 en la mineur, Der Schnitter Tod (1926)
- no 6, Rijck God, wie sal ic claghen (1928)
- no 7 en fa mineur, Edinburgh (1930)
- no 8 en do-dièse mineur (1930)
- no 9, Bitonale (1930)
- no 10 en ré majeur, Walzer (1930)
- no 11 en sol mineur, Wirbel (1930)
- no 12 en do majeur, In Babylone (1930)
- no 13 en la mineur, Alle eendjes zwemmen in het water (1930)
- no 14 en ré majeur, Winterthur (1930)
- no 15 en fa-dièse mineur (1931)
- no 16, Tempête de Shakespeare (1931)
- no 17, Aus Goethe's Wilhelm Meister (1931)
- no 18 en la majeur (1931)
- no 19, sur B.A.C.H. (1931)
- no 20 en do mineur, Avec chœur final sur le « Pröoemion » de Goethe  (1931)
- no 21 en la mineur, (1931)
- no 22 en fa-dièse majeur, (1931)
- no 23 en do mineur (1932)
- no 24 en mi majeur (1932)

#### Autres œuvres pour orchestre
- Suite Aus Jotunheim (1892), dédiée à Nina et Edvard Grieg
- Ballade über ein Norwegisches Volkslied, op. 36 (1892)
- Le Festin d'Ésope (de Charles-Valentin Alkan), op. 39 (1902)
- Een liedje van de zee, op. 45 (1902)
- Suite Oud-Nederland (1907)
- Oud-Nederlandse Dansen, op. 46a (transcrit pour orchestre d'harmonie par Ber Joosen)
- Serenade (1902)
- Suite « Oud-Nederland » (1907)
- Drei Präludien und Fugen über G.H.G.B.F. (1919), dédiés à Gerard von Brucken Fock
- Ouverture Taufers (1921)
- Aus Goethes Faust, pour orchestre, chœur et solistes (1931)
- Variationen über eine Norwegische Volksweise (1932)

### Concertos

#### Pour piano et orchestre
- Concerto pour piano no 1 en sol mineur (1873)
- Concerto pour piano no 2 en ré majeur, op. 18 (1879)
- Concerto pour piano no 3 en ré mineur (1887)
- Concerto pour piano no 4 en fa majeur (1906)
- Concerto pour piano no 5 en mi majeur (1929)
- Concerto pour piano no 6 en mi mineur (1929)
- Concerto pour piano no 7 en do majeur (1930)

#### Pour violon et orchestre
- Suite en ré mineur , pour violon et orchestre à cordes (1892)
- Concerto pour violon no 1 en la mineur (1902)
- Ballade, pour violon et orchestre (1918)
- Concerto pour violon no 2 en ré majeur  (1926)
- Concerto pour violon no 3 en fa dièse mineur (1931), dédié à Jelly d'Arányi

#### Pour violoncelle et orchestre
- Concerto pour violoncelle no 1 en mi mineur (1894)
- Concerto pour violoncelle no 2 en sol mineur (1909), dédié à Pablo Casals
- Shule Aroon et Bean Mhic A'Mhaoir, pour violoncelle et orchestre (1912)
- Concerto pour violoncelle no 3 en fa dièse mineur (1928)

### Musique de chambre
Vents et piano
- Aus Jotunheim, Suite über norwegische Volksweisen, cor (1892)
- Variationen und Finale über Sankt Nepomuk, cor (1903)
- Sonate 1 fa-dièse mineur, hautbois (1918)
- Sonate 2 ré majeur, hautbois (1928)
- Sonate la-dièse majeur, basson (1929)

Trio pour violon, violoncelle et piano
- Trio Entam (1898)
- Trio en fa, Post tenebras lux (1924)
- Trio en la, Gaudeamus (1924)

### Discographie sélective
Piano seul 2 et 4 mains
. 5 CD enregistrés par Mark Anderson chez Nimbus Records :
. 1 CD pour deux piano enregistré avec Michelle Mares chez Nimbus Records

Chambre
- Trios avec piano 6, 9 et 10 - Trio Storioni (1-4 février 2007 - Ars producktion ARS 38 031)
- Quintette avec piano, Trio avec clarinette, Sonate pour violon (RCA)
- Œuvres pour violon et piano, Vol. 1 : Sonate pour violon & piano en mi majeur, op. 40 ; Sonate pour violon & piano « Trilogica » ; Fantaisie, op. 24 & Sept pièces de concert - Suite, op. 89 : Christoph Schickedanz (violon) & Ernst Breidenbach (piano), (2016 - CPO 777 768-2)
- Œuvres pour violon et piano, Vol. 2 : Sonate pour violon & piano en fa majeur ; Swedische Weisen und Tänzen ; Nordisches Volkslied & Variations, op. 21 & Sonate pour violon & piano en fa dièse mineur, op. 20 : Christoph Schickedanz (violon) & Ernst Breidenbach (piano), (2019 - CPO 777 769-2)

Concertos
- Concertos pour piano et orchestre n° 2 & 4 - Matthias Kirschnereit (piano), NDR Radiophilharmonie, Dir. David Porcelijn, (2011 - CPO 777 398-2)
- Concertos pour piano et orchestre n° 3 ; 6 & 7 - Oliver Triendl (piano), Kristiansand Symphony Orchestra, Dir. Hermann Baumer, (2019 - CPO 555 055-2)
- Concertos pour violon et orchestre n° 1 & 3, Ballade pour violon et orchestre - Liza Ferschtman (violon), Deutsch Staatphilharmonie Rheinland-Pfalz, dir. David Porcelijn, (2011 - CPO 777 437-2)
- Concertos pour violoncelle et orchestre n° 1 - 3 (intégrale) - Gregor Horsch (violoncelle) - Netherlands Symphony Orchestra, dir. David Porcelijn (2013 - CPO 777 234-2)

Symphonies
- Symphonie no 3, Suite de Jotunheim - Staatsphilharmonie Rheinland-Pfalz, Dir. David Parcelijn, (septembre 2005 - CPO 777 119-2)
- Symphonie no 10, Symphonietta Humoristica, Suite Oud Nederland - Deutsche Staatsphilharmonie Rheinland-Pfalz, Dir. David Porcelijn (2008 - CPO 777 308-2)
- Symphonie n° 18, Ballade sur une mélodie folklorique norvégienne, Een liedje van de zee, Zes Out-Nederlansche Dansen, NDR Radiophilharmonie, dir. David Porcelijn, (2008 - CPO - 777 255-2)
- Symphonies no 8 et 15, Variations sur un thème populaire norvégien - Carmen Fuggis (soprano)∗, NDR Radiophilharmonie, Dir. David Porcelijn (2009 - CPO 777 307-2)
- Symphonies n° 5 "Schnitter Tod" ; 6 "Rijck God, wie sal ic claghen" & 19 "B.A.CH" : Consensus Vocalis, Marcel Beeckman (ténor)∗, Netherlands Symphony Orchestra, dir. David Porcelijn (2012 - CPO 777 310-2)
- Symphonies n° 9 " The Bitonal" ; 21 en la mineur & Sérénade en mi majeur : Brandenburgisches Staatorchester Frankfurt ; dir. David Porcelijn (2017 - CPO 777 120-2)